# Jocotocomierpitta
De jocotocomierpitta (Grallaria ridgelyi) is een zangvogel uit de familie Grallariidae (mierpitta's). Het is een bedreigde, endemische vogelsoort in zuidelijk Ecuador. De vogel werd in 1997 ontdekt en in 1999 beschreven. De wetenschappelijke naam is een eerbetoon aan de ornitholoog Robert S. Ridgely.

## Kenmerken
De vogel is 22 cm lang, het is een opmerkelijk bevederde en vrij grote mierpitta. De kruin is zwart en de rest van de kop is donkergrijs, met daarin een grote, witte, bijna ellipsvormige baardstreep. Verder is de vogel van boven grijsbruin, de vleugels neigen in kleur naar roestbruin, de borst en buik zijn lichtgrijs. De snavel is zwart en de poten zijn grijs, de iris is roodachtig.

## Verspreiding en leefgebied
Deze soort werd ontdekt in montaan, vochtig bos met ondergroei in de buurt van water op 2300 tot 2680 m boven zeeniveau in de Andes in zuidelijk Ecuador aan de grens met Peru. Later bleek dat de vogel ook in Peru in vergelijkbaar leefgebied voorkomt.

## Status
De jocotocomierpitta heeft een beperkt verspreidingsgebied en daardoor is de kans op uitsterven aanwezig. De grootte van de populatie werd in 2016 door BirdLife International geschat op 150 tot 700 volwassen individuen en de populatie-aantallen nemen af door ontbossing waarbij natuurlijk bos wordt gekapt om plaats te maken voor infrastructuur en mijnbouw. Om deze redenen staat deze soort als bedreigd op de Rode Lijst van de IUCN.